# Vallberga
Vallberga – miejscowość (tätort) w Szwecji, w regionie administracyjnym (län) Halland, w gminie Laholm.
Według danych Szwedzkiego Urzędu Statystycznego liczba ludności wyniosła: 655 (31 grudnia 2015), 716 (31 grudnia 2018) i 732 (31 grudnia 2019).